# Wandhoff-Findling

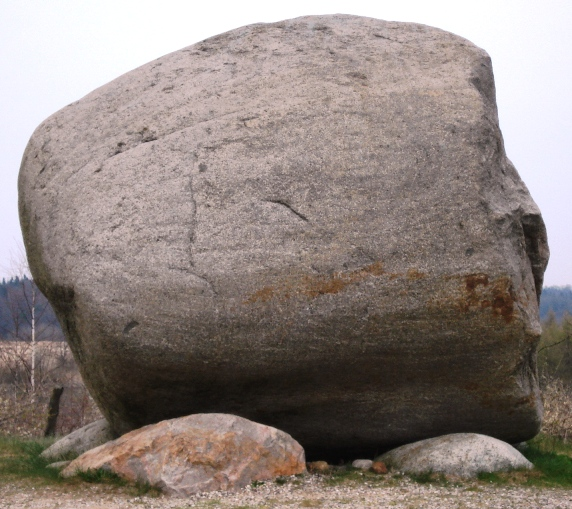
Der Wandhoff-Findling (aus SW)

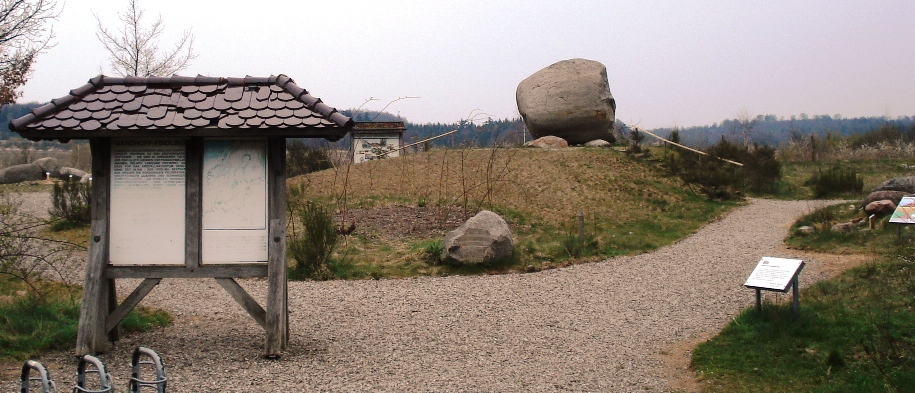
Der Wandhoff-Findling im Findlingsgarten

Der Wandhoff-Findling (oder Wandhoff-Riesenfindling) ist ein Findling, der in einem Findlingsgarten in Kreuzfeld, Gemeinde Malente, in Schleswig-Holstein ausgestellt ist. Es handelt sich nach dem Düvelstein um den zweitgrößten Findling in Schleswig-Holstein und den größten Findling im Kreis Ostholstein.
Der Stein wurde 1983 in der benachbarten Kiesgrube gefunden. 1990 wurde er (unter Einsatz eines Krans, Tiefladers und eines Bergepanzers) aus der Kiesgrube geborgen und wird seitdem, zusammen mit zahlreichen anderen Findlingen, in einem geologischen Findlingsgarten ausgestellt. Der Findling besteht aus grobkörnigem Granit mit Kristallen von grauem Feldspat, blauem Quarz und schwarzem Glimmer. Daneben enthält er bis zu 20 Zentimeter große Stücke aus anderen Gesteinen, unter anderem Hornblendgneis und Amphibolit.
Er wiegt rund 126 Tonnen, ist 4,0 Meter hoch, 4,20 Meter lang und 3,50 Meter breit. Sein Alter beträgt rund zwei Milliarden Jahre. Er wurde durch eiszeitliche Gletscher aus Småland in Südschweden an seinen Fundort verbracht. Der Riesenfindling ist seit dem 17. November 1992 als Naturdenkmal geschützt.

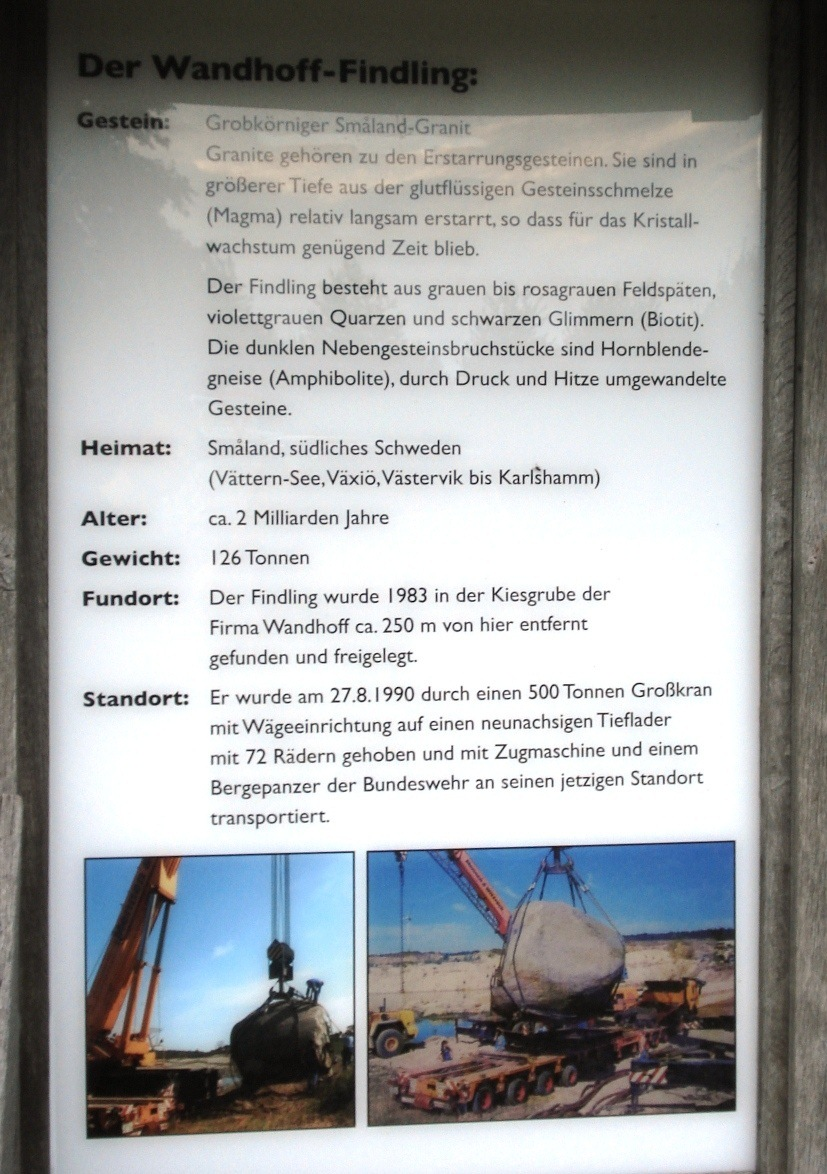
Die Informationstafel zum Wandhoff-Findling
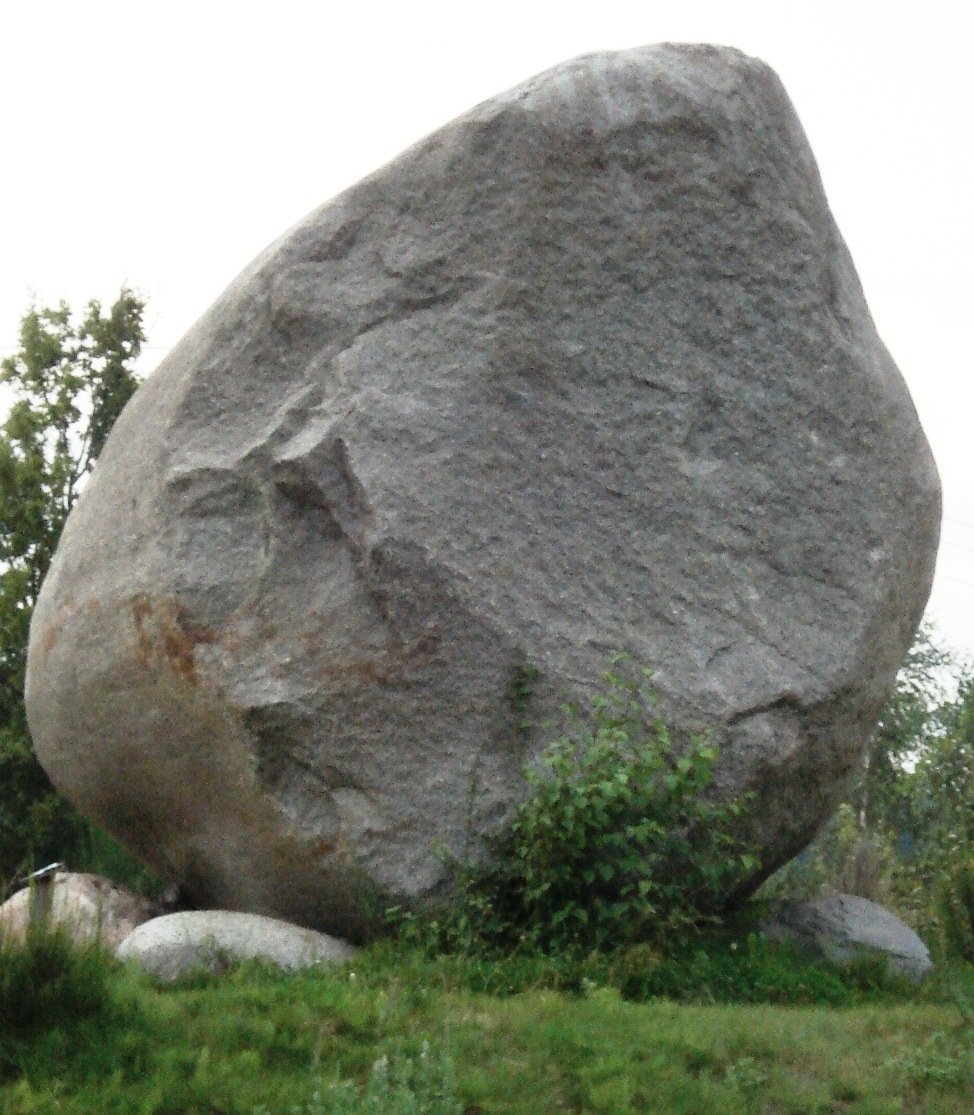
Der Wandhoff-Findling (aus SO)
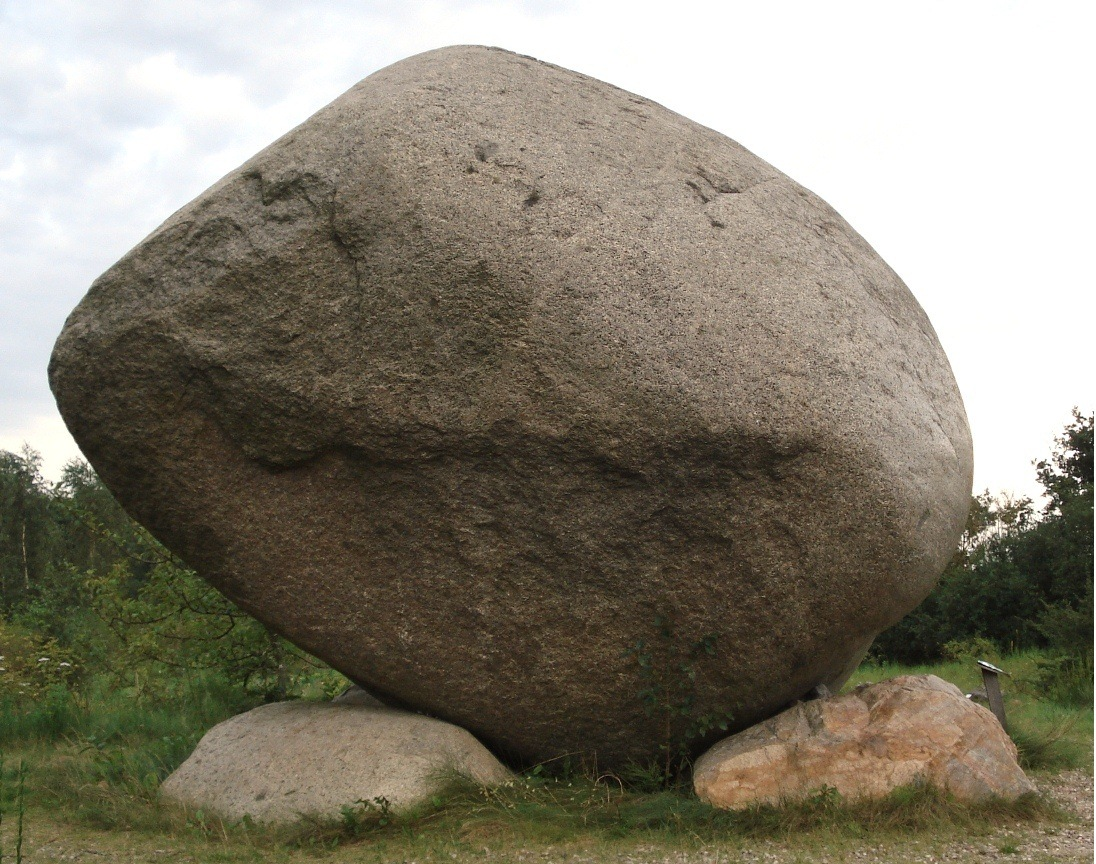
Der Wandhoff-Findling (aus NW)